# Oleg Skripoczka
Oleg Iwanowicz Skripoczka (ros. Олег Иванович Скрипочка, ur. 24 grudnia 1969 w Niewinnomyssku) – inżynier, kosmonauta rosyjski, Bohater Federacji Rosyjskiej (2011).

## Wykształcenie i praca zawodowa
- 1987 – szkołę średnią o profilu matematyczno-fizycznym ukończył w Zaporożu.
- 1987-1993 – był studentem Wyższej Szkoły Technicznej im. N.E. Baumana. Po jej ukończeniu uzyskał tytuł inżyniera-mechanika o specjalności statki powietrzne. W czasie studiów odbywał jednocześnie staż w NPO Energia.
- 1993-1997 – pracował jako inżynier w NPO Energia.

## Kariera kosmonauty

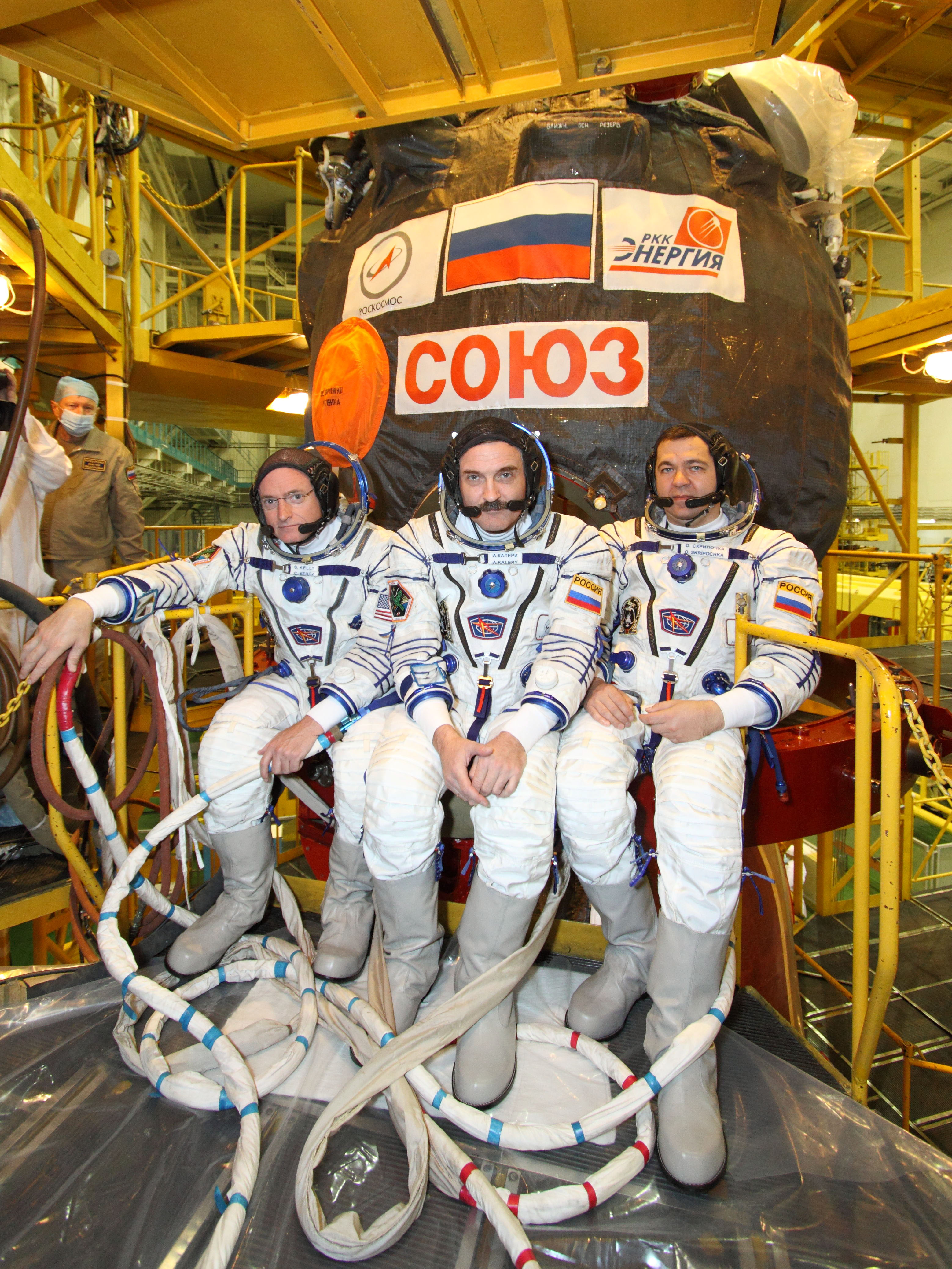
Załoga Sojuza TMA-01M podczas treningu. Od lewej: S. Kelly, A. Kaleri i O. Skripoczka

- 1997 – 28 lipca decyzją Państwowej Komisji Międzyresortowej (ГМВК) został przyjęty do korpusu kosmonautów RKK Energia.
- 1999 – w listopadzie zakończył dwuletnie szkolenie i po pomyślnym zdaniu egzaminów końcowych otrzymał uprawnienia kosmonauty-badacza.
- 2000 – w lutym rozpoczął treningi przygotowawcze w ramach programu przewidzianego dla członków załóg Międzynarodowej Stacji Kosmicznej.
- 2002 – od grudnia szkolił się do krótkotrwałego lotu na Międzynarodową Stację Kosmiczną. Po katastrofie wahadłowca Columbia w lutym 2003 szkolenie zostało przerwane, a załogi rozformowane.
- 2006 – został przydzielony do rezerwowej załogi Ekspedycji 17 razem z Maksimem Surajewem oraz Timothym Koprą.
- 2008 – w kwietniu astronauci byli dublerami podstawowej załogi Sojuza TMA-12. Latem przydzielono go do załogi podstawowej Ekspedycji 25/26. We wrześniu Federalna Agencja Kosmiczna Rosji opublikowała harmonogram planowanych misji do Międzynarodowej Stacji Kosmicznej na lata 2008–2010. Skripoczkę przydzielono wówczas do lotu na Sojuzie TMA-20, którego start zaplanowano we wrześniu 2010[2]. W listopadzie NASA wydała komunikat, w którym ogłoszono skład podstawowych załóg ekspedycji na ISS o numerach 20-26. Wynikało z niego, że w Skripoczka w listopadzie 2010, na pokładzie Sojuza TMA (Ekspedycja 26) dotrze do Międzynarodowej Stacji Kosmicznej. Pierwotnie w tej załodze był jeszcze amerykański astronauta Scott J. Kelly oraz rosyjski kosmonauta Dmitrij Kondratjew. Później zmieniono dowódcę Sojuza, którym został Aleksandr Kaleri[3].
- 2010 – 17 września po zdaniu egzaminów kończących szkolenie przedstartowe oficjalnie zatwierdzono skład podstawowej załogi Sojuza TMA-01M. Poza Olegiem Skripoczką w jej skład weszli Aleksandr Kaleri oraz Scott J. Kelly[4]. Start statku kosmicznego Sojuz (pierwszego z nowej serii) odbył się 7 października 2010 (czas UTC). Skripoczka wszedł w skład Ekspedycji 25 i 26 w charakterze inżyniera pokładowego. Podczas swojego pobytu na stacji trzykrotnie pracował w otwartym kosmosie (łącznie przez 16 godzin i 40 minut)[5]. Na Ziemię wrócił 16 marca 2011 w kapsule lądującej Sojuza TMA-01.
- 2016 – 18 marca Skripoczka wystartował na pokładzie Sojuz TMA-20M w swój drugi lot kosmiczny. Wszedł w skład Ekspedycji 47 i 48 na ISS, znów w charakterze inżyniera pokładowego. Na Ziemię wrócił 7 września w kapsule lądującej Sojuza TMA-20M.

## Nagrody i odznaczenia
- tytuł Bohatera Federacji Rosyjskiej z medalem Złotej Gwiazdy i honorową odznaką Lotnika Kosmonauty Federacji Rosyjskiej(inne języki) (2011)
- Universal Astronaut Insignia za lot orbitalny (nr 516) – Stowarzyszenie Uczestników Lotów Kosmicznych (Association of Space Explorers(inne języki))[6]

## Wykaz lotów
| Loty kosmiczne, w których uczestniczył Oleg I. Skripoczka               | Loty kosmiczne, w których uczestniczył Oleg I. Skripoczka | Loty kosmiczne, w których uczestniczył Oleg I. Skripoczka | Loty kosmiczne, w których uczestniczył Oleg I. Skripoczka | Loty kosmiczne, w których uczestniczył Oleg I. Skripoczka | Loty kosmiczne, w których uczestniczył Oleg I. Skripoczka               | Loty kosmiczne, w których uczestniczył Oleg I. Skripoczka |
| №                                                                       | Data startu                                               | Statek kosmiczny                                          | Data lądowania                                            | Statek kosmiczny                                          | Funkcja                                                                 | Czas trwania                                              |
| ----------------------------------------------------------------------- | --------------------------------------------------------- | --------------------------------------------------------- | --------------------------------------------------------- | --------------------------------------------------------- | ----------------------------------------------------------------------- | --------------------------------------------------------- |
| 1                                                                       | 7 października 2010                                       | Sojuz TMA-01M                                             | 16 marca 2011                                             | Sojuz TMA-01M                                             | inżynier pokładowy Sojuza oraz Ekspedycji 25 i Ekspedycja 26            | 159 dni 8 godzin 43 minuty i 10 sekund                    |
| 2                                                                       | 18 marca 2016                                             | Sojuz TMA-20M                                             | 7 września 2016                                           | Sojuz TMA-20M                                             | inżynier pokładowy Sojuza oraz Ekspedycji 47 i Ekspedycja 48            | 172 dni 3 godziny 46 minut i 57 sekund                    |
| 3                                                                       | 25 września 2019                                          | Sojuz MS-15                                               | 17 kwietnia 2020                                          | Sojuz MS-15                                               | dowódca Sojuza, inżynier pokładowy Ekspedycji 61, dowódca Ekspedycji 62 | 204 dni 5 godzin 19 minut                                 |
| Łączny czas spędzony w kosmosie – 536 dni 03 godzin 48 minut i 7 sekund |                                                           |                                                           |                                                           |                                                           |                                                                         |                                                           |